# Donald L. Bitzer
Donald L. Bitzer (* 1. Januar 1934 in East St. Louis, Illinois; † 10. Dezember 2024 in Cary, North Carolina) war ein US-amerikanischer Elektroingenieur. Er gilt neben H. Gene Slottow als einer der Erfinder des Plasmabildschirms (1964) und wurde in den 1960er Jahren als der „Vater des Großrechnersystems Plato“ bekannt.

## Leben und Werk
Bitzer erhielt seinen Bachelor-Titel 1955, seinen Master-Titel machte er 1956 und 1960 promovierte er an der Universität von Illinois, jeweils im Fach Elektrotechnik. Die Entwicklung von PLATO, dem ersten System, das berührungsempfindliche Systeme und Grafikschirme verbindet (den Touchscreen), war das Ergebnis seiner Anstrengungen.
Mit der Entwicklung eines nicht flackernden Bildschirms erzielte er einen bedeutenden Fortschritt in der Fernsehtechnologie. Ursprünglich wollte er damit vor allem Studenten helfen, die lange Zeit mit ihrem Rechner arbeiteten. 1973 wurde er von der Nationalen Akademie der Ingenieure  mit dem Vladimir K. Zworykin-Preis geehrt. Für seine Erfindung wurde Bitzer 1967 auch der Industrieforschungspreis verliehen.
Donald L. Bitzer war ab 1974 Mitglied der National Academy of Engineering und wurde 2002 als „Nationaler Partner der Nationalen Akademien“ bezeichnet. Er war ein Schirmherr des Instituts für Elektro- und Elektronikingenieure und Mitglied der amerikanischen Gesellschaft für technische Ausbildung.
Bitzer besaß Patente für verschiedene Erfindungen wie z. B. die Plasmaanzeigetafel und Satellitenkommunikationstechnik.
Im Oktober 2002 wurde Donald L. Bitzer mit dem Technology & Engineering Emmy Award von der National Academy of Television Arts and Sciences ausgezeichnet. 2022 wurde er als Fellow des Computer History Museum ausgezeichnet.
Bitzer war Protagonist der Einführung und Verwendung moderner Medien im Schulunterricht. Er war ein „Ausgezeichneter Universitätsforschungsprofessor“ (Distinguished University Research Professor) in der Abteilung für Informatik an der North Carolina State University.